# مارسيا هاريس
مارسيا هاريس (بالإنجليزية: Marcia Harris)‏ هي ممثلة أمريكية، ولدت في 14 فبراير 1880 في بروفيدنس في الولايات المتحدة، وتوفيت في 18 يونيو 1947 في نورثهامبتون في الولايات المتحدة.

## وصلات خارجية
- مارسيا هاريس على موقع IMDb (الإنجليزية)
- مارسيا هاريس على موقع قاعدة بيانات برودواي على الإنترنت (الإنجليزية)
- مارسيا هاريس على موقع قاعدة بيانات الفيلم (الإنجليزية)